# Leopoldo Pilla
Leopoldo Pilla (Venafro, 20 ottobre 1805 – Curtatone, 29 maggio 1848) è stato un geologo e politico italiano.
È ricordato anche per il suo patriottismo in epoca risorgimentale. Cadde durante la battaglia di Curtatone e Montanara, mentre combatteva nel Battaglione universitario pisano.

## Biografia
Figlio di Nicola, medico e studioso, dal Molise si trasferì a Napoli all'età di 14 anni per proseguire gli studi presso l'Università partenopea. I suoi primi anni napoletani furono caratterizzati da uno studio frenetico e intenso. Nel 1821 entrò nel collegio di medicina veterinaria, da cui uscì nel 1825 con il titolo di medico veterinario. Lasciato il collegio si iscrisse alla Facoltà di medicina e chirurgia dell'Università napoletana, laureandosi nel 1829.
Contemporaneamente, in quegli anni frequentò anche la scuola privata del linguista Basilio Puoti, appassionandosi a Seneca e alle opere di Dante, di cui fu studioso e interprete, e seguì le lezioni di mineralogia e geologia del professor Matteo Tondi, del quale nel giro di pochi anni divenne il migliore allievo.
Fresco laureato, partecipò, vincendolo, a un concorso per chirurgo militare. Nel 1831 fu chiamato a far parte di una commissione medica inviata dal governo borbonico a Vienna per studiare il "colera morbus" che stava mietendo molte vittime in Europa centrale e che minacciava anche la penisola italiana. Ma ben presto capì che il suo destino non sarebbe stato quello del medico. Altre erano le sue aspirazioni e le sue passioni: la letteratura, lo studio della lingua italiana e la geologia.
I suoi studi geologici pian piano cominciarono a varcare i confini del Regno di Napoli e dell'Italia per arrivare fino in Francia e in Germania, dove alcuni suoi scritti furono pubblicati su giornali e riviste scientifiche di quei paesi. Pilla aveva guadagnato sul campo il diritto a succedere a Matteo Tondi alla cattedra di geologia dell'Università di Napoli. E, alla morte di questi, nel 1835, sembrò naturale che fosse proprio lui a prendere il posto del suo maestro. Ma così non fu. Nonostante i suoi meriti e i buoni rapporti che egli aveva con alcuni importanti personaggi, come il generale Nunziante, la sua nomina a professore di geologia presso l'ateneo napoletano fu sempre avversata e ostacolata sia dai potenti notabili del mondo accademico dell'epoca, tra cui Teodoro Monticelli, sia dai rappresentanti del governo borbonico, anche da chi egli considerava suo amico, come il ministro Santangelo. Un'ostilità che aveva anche ragioni politiche non solo perché Leopoldo era figlio di un giacobino sospettato di essere appartenuto alla carboneria, ma anche perché egli stesso, che aveva frequentato a Napoli ambienti liberali, era toccato dal medesimo sospetto.
Nel 1841, grazie a un accordo tra il ministro dell'Interno, Santangelo, e il suo collega della Pubblica istruzione, Mazzetti, Pilla venne nominato professore di mineralogia e geognosia all'Università di Napoli, dove, nel mese di novembre, tenne la sua prima lezione.
Il 4 dicembre del 1841, Pilla incontrò a Napoli il Granduca di Toscana, in visita nel regno borbonico. Il sovrano, tornato in Toscana, gli fece inviare dal professor Paolo Savi una lettera, giunta a Napoli il 27 dicembre, con la quale gli offriva la cattedra di Mineralogia e Geologia dell'Università di Pisa.
Pilla, dopo lunghi tormenti e incertezze, alla fine accettò di lasciare Napoli e il 3 giugno 1842 giunse a Pisa, in una delle più prestigiose Università dell'epoca.
Pilla a Pisa trovò l'ambiente ideale per i suoi studi: pubblicò numerosi libri e trattati di Geologia e Mineralogia, acquistò grande fama e prestigio divenendo uno dei geologi più importanti di questo periodo, fu inviato più volte a rappresentare l'Università pisana ai congressi degli scienziati italiani e allargò i rapporti e gli scambi con gli scienziati europei. In quel periodo ebbe modo di frequentare a Firenze il gabinetto di Giampiero Vieusseux, al quale era legato da un'amicizia che datava sin dal 1832, essendo stato Pilla uno dei pochi sottoscrittori napoletani dell'Antologia.
Strinse rapporti con i più ferventi liberali della Toscana. I fermenti politici che cominciarono ad attraversare l'Italia fin dalla metà del 1847 indussero Pilla il 22 marzo del 1848 a imbracciare un fucile e a partire, con il grado di capitano, comandante della prima compagnia, alla testa dei volontari del Battaglione universitario pisano alla volta della Lombardia per schierarsi al fianco di Carlo Alberto di Savoia e partecipare alla prima guerra di indipendenza.
Il 19 maggio, dopo una lunga marcia, ciò che era rimasto del battaglione pisano giunse al Campo delle Grazie nei pressi di Curtatone.
Il 29 maggio si incrociarono le strade di Carlo Alberto e dei volontari toscani, che la diserzione aveva notevolmente ridotto di numero, i quali si unirono alle altre forze italiane: era il giorno della famosa battaglia di Curtatone e Montanara.
I piemontesi attaccarono la fortezza di Peschiera, ma il maresciallo Radetzky passò alla controffensiva. Le sue truppe cercarono di prendere alle spalle l'esercito di Carlo Alberto.
La manovra venne impedita dalla resistenza delle forze italiane e dai volontari toscani a Curtatone e Montanara.
Al Campo delle Grazie morì anche Leopoldo Pilla, «ucciso - scrisse lo storico Gherardo Nerucci, uno dei reduci di Curtatone - dietro le trincee, stando elevato sopra un mucchio di sassi, mentre regolava i militi della sua compagnia e loro distribuiva cartucce». Il suo corpo non fu mai ritrovato.
A lui, nel 1919, è stato intitolato l'istituto Tecnico Economico di Campobasso che è tra le più antiche e prestigiose istituzioni scolastiche del suo Molise.

## Scritti
- Osservazioni geognostiche che possonsi fare lungo la strada da Napoli a Vienna ... , Napoli, Tramater, 1834;
- Discorso accademico intorno ai principali progressi della geologia ed allo stato presente di questa scienza, recitato nella sala dell'Accademia pontaniana il di 21 aprile 1839 da Leopoldo Pilla, Napoli, dalla tipografia Plantina, 1840;
- Poche notizie geologiche per la provincia di Capitanata, senza note tipografiche, 1840;
- Studi di geologia, ovvero Conoscenze elementari della scienza della terra : opera divisa in tre parti ed ornata di figure, Napoli, Aldo Manuzio, 1840;, su emeroteca.braidense.it.
- Conoscenze di mineralogia necessarie per lo studio di geologia, Napoli, all'insegna di Aldo Manuzio, 1841;
- Notizie geologiche sopra il carbon fossile trovato in Maremma, Firenze, tip. Galileiana, 1843;
- Breve cenno sulla ricchezza minerale della Toscana, Pisa, Rocco Vannucchi, 1845;
- Saggio comparativo dei terreni che compongono il suolo d'Italia, Pisa, f.lli Nistri, 1845;
- Istoria del tremuoto che ha devastato i paesi della costa toscana il di' 14 agosto 1846, Pisa, Vannucchi, 1846, su books.google.it.
- Trattato di geologia diretto specialmente a fare un confronto tra la struttura fisica del settentrione e del mezzogiorno di Europa, 3 volumi, Pisa, Vannucchi, 1847, 1848, 1851;
- Notizie storiche della mia vita quotidiana a cominciare dal 1mo gennaro 1830 in poi, di Leopoldo Pilla, a cura di Massimo Discenza, saggi introduttivi di Bruno D'Argenio e Giuseppe Monsagrati, Venafro, Vitmar, 1996;

## Lettere e carteggi
- Lettere inedite di Leopoldo Pilla al professore Antonio Orsini, Cassino, Tipografia L. Ciolfi, 1890;